# Legyőzhetetlen (film, 2006)
Legyőzhetetlen (eredeti cím: Invincible) 2006-ban bemutatott amerikai sport-filmdráma, melyyet Ericson Core rendezett. A főbb szerepekben Mark Wahlberg, Greg Kinnear, Elizabeth Banks, Kevin Conway és Michael Rispoli látható.
Az Amerikai Egyesült Államokban 2006. augusztus 25-én bemutatott film bevételi és kritikai szempontból is sikert aratott.

## Rövid történet
A film Vince Papale amerikaifutball-játékos történetét meséli el, aki edzője, Dick Vermeil segítségével a Philadelphia Eagles játékosa lesz.

## Cselekmény
A főhős Vince Papale (Mark Wahlberg) gyermekkora óta rajong az amerikaifutballért. Minden álma, hogy a Philadelphia Eagles tagjaival játszhasson együtt és a közönség ünnepelt hőse legyen.
Vince nem lett profi játékos, még focicsapatban sem játszott soha. Helyettesítő tanárként és részmunkaidős éjszakai csaposként dolgozik a város egyik kocsmájában. Ez az élet azonban nem teszi boldoggá őt. Felesége elhagyja, és anyagi problémái is vannak. Ekkor váratlan meglepetés éri: az Eagles új edzője nyílt válogatást tart, ahol bárki próbálkozhat. Vince barátai unszolására próbára teszi magát és beválogatják a csapatba.
Kemény edzőtábor vár rá, ahol helyt kell állnia. Végül bejut a végső csapatba is, akik már a pályán, a nagyközönség előtt játszhatnak. Kezdetben rosszul megy a csapatnak és Vince se mutat fel eredményeket. A szezon második meccsét Vince segítségével megnyerik, így az álma valóra vált. Ünnepelt hős lesz, és győzelemre segíti a Philadelphiai Eaglest.

## Szereplők
| Színész          | Szerep                | Magyar hang     |
| ---------------- | --------------------- | --------------- |
| Mark Wahlberg    | Vince Papale          | Schmied Zoltán  |
| Greg Kinnear     | Dick Vermeil          | Dózsa Zoltán    |
| Elizabeth Banks  | Janet Cantrell        | Ruttkay Laura   |
| Kevin Conway     | Frank Papale          | Kristóf Tibor   |
| Michael Rispoli  | Max Cantrell          | Tóth Zoltán     |
| Kirk Acevedo     | Tommy                 | Damu Roland     |
| Dov Davidoff     | Johnny                | Varga Rókus     |
| Michael Kelly    | Pete                  | Fekete Ernő     |
| Stink Fisher     | Dennis "Denny" Franks | Selmeczi Roland |
| Michael Mulheren | AC Craney             |                 |
| Michael Nouri    | Leonard Tose          | Karsai István   |
| Lola Glaudini    | Sharon Papale         |                 |
| Paige Turco      | Carol Vermeil         | Náray Erika     |
| Randy Couture    | játékos               |                 |